# Mateusz Bronowicki
Mateusz Bronowicki (ur. 9 marca 1989 w Gorzowie Wielkopolskim) – polski szachista.

## Kariera szachowa
W latach 1998–2007 wielokrotnie uczestniczył w finałach mistrzostw Polski juniorów w różnych kategoriach wiekowych, największy sukces odnosząc w 2003 r. w Brodach, gdzie zdobył brązowy medal MP do 14 lat. W tym samym roku reprezentował narodowe barwy na rozegranych w Budvie mistrzostwach Europy w tej samej kategorii wiekowej. W barwach Stilonu Gorzów Wlkp. trzykrotnie zdobył medale drużynowych mistrzostw Polski juniorów: złoty (Szklarska Poręba 2006), srebrny (Szklarska Poręba 2007) oraz brązowy (Koszalin 2004).
Do jego sukcesów w turniejach międzynarodowych należą m.in. dz. II m. w Mariańskich Łaźniach (2005, za Maciejem Rutkowskim, wspólnie z Josefem Pribylem), dz. I m. w Obrze (2006, wspólnie z Rafałem Lubczyńskim), V m. w Guben (2006), dz. III m. w Ostródzie (2007, za Aleksandrem Miśtą i Maciejem Rutkowskim, wspólnie z Olga Sikorovą), dz. IV m. w Gorzowie Wielkopolskim (2008, za Wojciechem Morandą, Wołodymyrem Małaniukiem i Aleksandrem Czerwońskim, wspólnie z m.in. Mirosławem Grabarczykiem) oraz dz. III m. w Ołomuńcu (2009, za Giennadijem Agejczenko i Robertem Tibenskym). W 2010 r. zwyciężył (wspólnie ze Zbigniewem Strzemieckim) w V Międzynarodowym Pucharze ZG AZS, rozegranym we Wrocławiu (jednocześnie wypełniając normę na tytuł mistrza międzynarodowego).
Posiada tytuł mistrza FIDE, który otrzymał w 2007 roku. Najwyższy ranking w dotychczasowej karierze osiągnął 1 kwietnia 2009 r., z wynikiem 2370 punktów zajmował wówczas 74. miejsce wśród polskich szachistów.